# Alice au pays des merveilles (film, 1995)
Pour plus de détails, voir Fiche technique et Distribution.
Pour les articles homonymes, voir Alice au pays des merveilles (homonymie).
Alice au pays des merveilles (Alice in Wonderland) est un dessin animé américano-japonais réalisé en 1995 par Jetlag Productions. Il est tiré du roman éponyme de Lewis Carroll.

## Synopsis
Alice s'ennuie de ne rien faire en étant assise sur le bord d'une rivière tandis que sa sœur lui faisait la lecture. Soudain, alors qu'elle regardait ailleurs, un étrange lapin blanc apparaît, portant des vêtements et une montre à gousset. La jeune fille pense alors qu'il sera plus intéressant de suivre le lapin que d'écouter sa sœur lire, si bien qu'elle s'éclipse discrètement et suit le lapin dans son terrier. En regardant dedans, elle tombe et après une chute interminable elle atterri au fin fond du trou. Par la suite, elle se retrouve au pays des merveilles. Dans ce monde, elle rencontra toutes sortes de personnages étranges, mais également intéressants. Elle prendra le thé avec le Chapelier fou et le Lièvre de mars pour une "tea party" sans queue ni tête et jouera avec la Reine de cœur à sa version bien à elle du criquet.

## Critiques
Télérama , SensCritique.